# 沈氏浅胸溪蟹
沈氏浅胸溪蟹（学名：Vadosaspotamon sheni）为溪蟹科浅胸溪蟹属的动物。在中国大陆，分布于四川等地，常生活于海拔1000米左右的山区溪流石块下、两岸灌木丛生以及周围有少量林木。